# Charles Simic
Charles Simic, geboren Dušan Simić (Belgrado, 9 mei 1938 – Dover (New Hampshire), 9 januari 2023) was een in Joegoslavië geboren Amerikaans dichter, vertaler en essayist, lange tijd ook redacteur van The Paris Review. Hij werd in 2007 uitgeroepen tot de vijftiende Poet Laureate van Amerika. In 1990 kreeg hij de Pulitzerprijs voor poëzie.

## Leven
Simic maakte als kind tijdens de Tweede Wereldoorlog meerdere bombardementen op Belgrado mee. In 1953 emigreerde hij met zijn moeder naar de Verenigde Staten om daar met zijn vader herenigd te worden, die na de oorlog Joegoslavië had verlaten om elders werk te vinden. Het gezin vestigde zich uiteindelijk in Chicago. In 1961 nam hij dienst in het leger en in 1966 studeerde hij af aan de New York University. Tot aan zijn emeritaat doceerde hij Engelse literatuur en Creatief schrijven aan de University of New Hampshire. Daarnaast was hij jarenlang redacteur bij het gerenommeerde literaire tijdschrift The Paris Review.

## Werk
Simic schrijft poëzie in een redelijk klassieke, eenvoudige stijl, mede beïnvloed door Emily Dickinson en Pablo Neruda. Zijn oeuvre is gevarieerd en moeilijk te classificeren. Het heeft vaak metafysische en surrealistische elementen maar kan ook heel realistisch zijn. Veelal zijn gedichten ook verwerkingen van zijn verleden. Vaak hebben ze een filosofische ondertoon. Jazz en moderne kunst zijn regelmatig terugkerende thema's.
Simic kreeg in 1990 de Pulitzerprijs voor poëzie voor zijn bundel The World Doesn't End. In 1995 werd hij opgenomen in de American Academy of Arts and Letters en in 2002 in de American Academy of Arts and Sciences. In 2007 werd hij uitgeroepen tot de vijftiende Poet Laureate van Amerika. Als vertaler kreeg hij in 1980 de MacArthur Fellowship.

## Fragment
Ga binnen in een steen,

Zo zou ik het doen.

Laat iemand anders een duif worden

Of knarsetanden met tijgertanden,

Ik ben gelukkig een steen te zijn.
(Eerste strofe uit Steen, vertaling Joris Iven, 2008)

## Bibliografie (selectie)

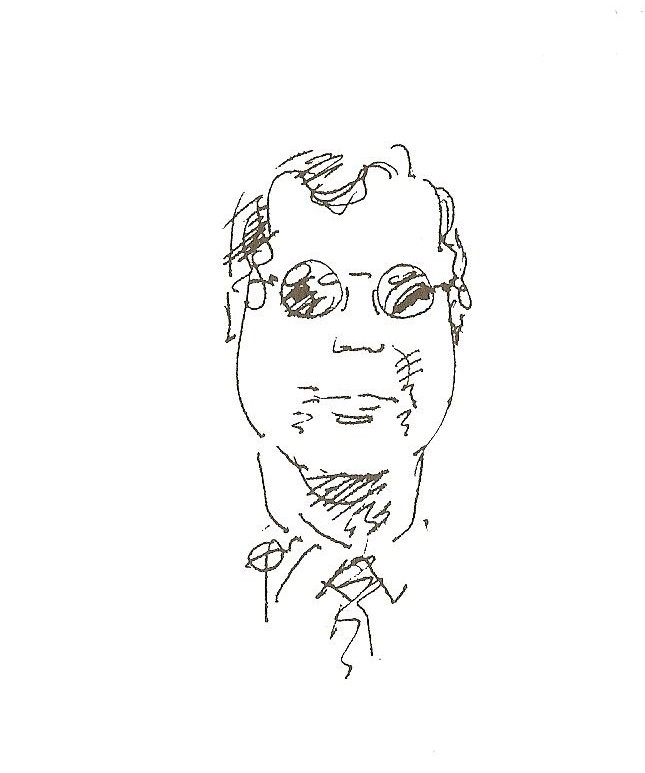
Charles Simic, tekening door Zoran Tucić